# Abung
L'abung (ou lampung nyo) est une langue austronésienne parlée en Indonésie, dans le Sud de l'île  de Sumatra. La langue appartient à la branche malayo-polynésienne des langues austronésiennes.

## Localisation géographique
L'abung est parlé par les Lampung, dans la province de Lampung.

## Classification
L'abung est une des langues lampung, un des sous-groupes du malayo-polynésien occidental. Walker considère l'abung comme un des deux dialectes du lampung, l'autre étant le pesisir. Pour lui, le lampung est une langue et non un groupe de langues.

## Vocabulaire
Exemples du vocabulaire de base du dialecte menggala de l'abung :
| français | menggala | Prononciation |
| -------- | -------- | ------------- |
| arbre    | batang   |               |
| cendres  | abeu     |               |
| terre    | tanoh    |               |
| herbe    | jukut    |               |
| œuf      | tallui   |               |
| trois    | tegou    |               |
| cinq     | lemou    |               |
| pleuvoir | ojan     |               |
| voler    | terbang  |               |

## Sources
: document utilisé comme source pour la rédaction de cet article.
- (en) Adelaar, Alexander, The Austronesian Languages of Asia and Madagascar: A Historical Perspective, The Austronesian Languages of Asia and Madagascar, pp. 1-42, Routledge Language Family Series, Londres, Routledge, 2005  (ISBN 978-0-7007-1286-1).
- (en) Walker, Dale F., A Lexical Study of Lampung Dialects, Miscellaneous Studies in Indonesian and Languages in Indonesia, Part I (éditeur: John W. M. Verhaar), NUSA Linguistic Studies in Indonesian and Languages of Indonesia, Volume 1, pp. 11-21, Jakarta, Badan Penyelenggara Seri NUSA, 1975.
- (en) Walker, Dale F., A Grammar of the Lampung Language: the Pesisir Dialect of Way Lima, NUSA Linguistic Studies in Indonesian and Languages of Indonesia, Volume 2, Jakarta, Badan Penyelenggara Seri NUSA, 1976.